# 和風建築の仕切り

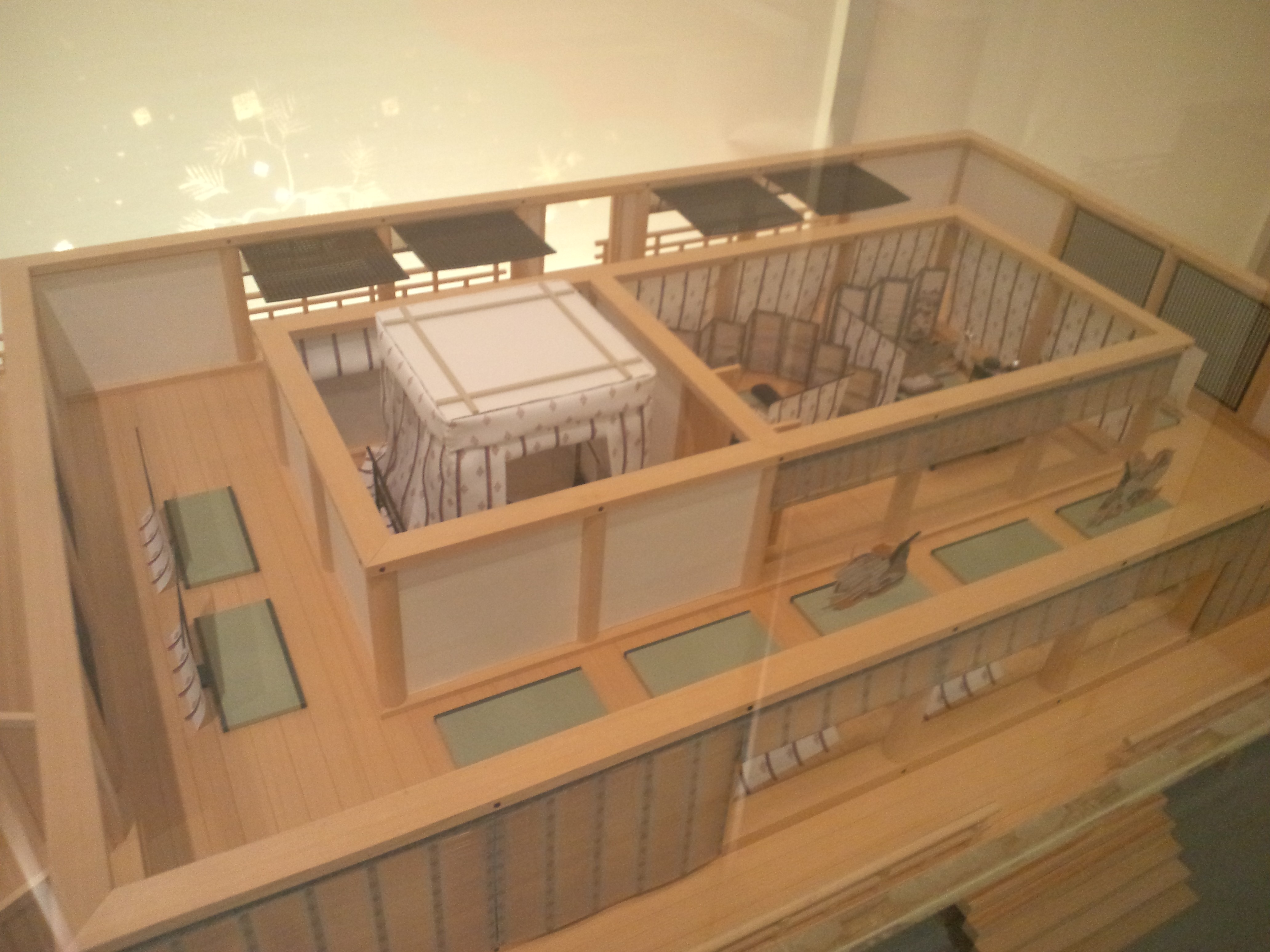

和風建築の仕切り（わふうけんちくのしきり）とは、和風建築での仕切り戸のこと。
仕切り戸とは壁の代わり部屋を仕切る扉の事である。
本記事では和風建築における仕切りについて説明する。

## 仕切り戸の歴史
かつては法隆寺の一枚板の扉のような、二枚の板をつなぎ合わせ固定させるために端はし喰ばみという横板を入れただけの端喰戸が使われていた。
平安時代には軸によって回転する妻戸 （開き戸）、左右に開閉する遣戸（やりど） 、現在の格子戸の原型である蔀戸（しとみど）（開けるときは内部上方に吊り上げて金具に掛ける。歴史的建築物以外では見られない）などがあらわれる。
平安後期には明かり障子が普及し、その保護のための引戸として登場したのが舞良戸（まいらど）である。蔀戸を原型とし、雨戸の原型とされている。

## 和風建築の仕切り一覧

### 障子（しょうじ）
明かりを通すように木枠に紙が貼ってあるもの。

### 桟戸（さんど）
裏側に桟やを打ってじょうぶにした板戸。小屋・物置などの戸に用いる。

### 中戸（なかど）
部屋と部屋の間の戸。
商家などの建物で表口から中庭に入る戸のこと。

### 板戸（いたど）
板を張って作ってある戸。雨戸の類。
一部にガラスや布、髪などを使う物もある。

### 雨戸（あまど）
縁先など家の外回りの開口部に用いる戸。風雨に対する保護、夜間の用心、保温を目的とする。

### 格子戸（こうしど）
格子戸は桟戸の一種。平安時代後期から嵌め殺し格子戸が利用されるようになり、鎌倉時代になると禅寺を中心に格子戸が普及した

### 横格子戸（よここうしど）
格子子を横に入れたもの。モダンなつくりや民家に使われる。

### 太格子戸（ふとこうしど）
横格子戸の横の格子子をもっと太くして、間隔をあけて入れたもの。

### 大阪格子戸（おおさかこうしど）
見付け1.2cm程度の細い格子子を筬（おさ）欄間のように見付け幅くらいの狭い間隔で縦に並べ、その裏に障子紙を貼るか、溝を設けて取り外し可能な紙貼りの小障子を嵌め込んだもの。
戦後の東京ではほとんど見られなくなったが、震災や戦災をうけなかった地方都市の店頭には、今でも時々見られる。

### 木連れ格子戸（きずれこうしど）
格子を正方形の枠組みに組んだもの。
見付け寸法3cmくらいの格子子を縦7本・横15本入れたもの。きつね格子とも呼ぶ。格子は建具や窓の外部などに建て込まれ、通風をはかりながら防犯に役立てる。また、屋切の小屋裏換気口などにも用いられる。

### 吹き寄せ格子戸（ふきよせこうしど）
格子子を2本ずつ吹き寄せにしたもの。
ｒ貫を2本または数本を近づけ、他とは間隔をあけている。
吹寄せ垂木と言ったりし、格子戸の格子を何本かおきに抜けば、吹き寄せ格子という。

### 切り落とし格子戸（きりおとしこうしど）
格子子を1〜2本おきに先端を切り落としたもの。

### 竪繁格子戸（たてしげこうしど）
竪格子子を細かく 13・15本入れたもので、しっとりした和風の趣きとなる。

### 竪格子戸（たてこうしど）
細い格子子を縦に7・9・11本、横に格子子のずれを防ぐための貫を3・5本入れたもの。最も標準的な格子戸。

### 荒組格子戸　（あらくみこうしど）
格子子（障子の組子）の見付を太くし、竪に3・5本だけ入れたもの。モダンでシンプルなのが特徴。

### 妻戸（つまど）
寝殿造りの住宅で用いられた、両開きの戸。元来は建物の妻，つまり棟と直交する方向の側面に設けられたため，この名前が付けられた。寺院建築や神社建築では板扉を板唐戸(いたからと)という。妻戸は板唐戸の形式の扉であったため、この形式の扉は建物の端に設けられなくても、すべて妻戸の名でよばれるようになった。

### 遣戸（やりど）
寝殿造り（平安後期）に用いられた板の引き戸（舞良戸に似ている）の総称のこと。敷居を鴨居をもつ。引違いのものは、「違い遣戸」ともいう。
鴨居(かもい)と敷居の溝に沿って開閉する引き戸の板戸。平安時代の寝殿造で初めて用いられ、室町時代に入って書院造に多用されたが、引違いのものは違いの遣戸ともよばれた。

### 蔀戸（しとみど）
中央に板を挟み、その表裏に格子を組み込んだ建具。日光や雨風をしのぐ物で、普通上下二段に分かれる。上は長押、下は掛金で留める。
材料により竹蔀，板蔀があり，屋外の目隠用に立蔀がある。
上下2枚に分れ，上半分だけ上げるものを半蔀 (はじとみ) という。寝殿造，住宅風仏堂，神社の拝殿などに用いる。

### 舞良戸（まいらど）
引き違いの板戸で、舞良子(まいらこ)と呼ばれる数多くの細い横桟を等間隔で密に取り付けたもの。この形式の戸は平安時代の絵巻物にすでに描かれているが，当時は遣戸（やりど）と呼ばれていた。